# (7119) Hiera
(7119) Hiera (1989 AV2) – planetoida z grupy trojańczyków okrążająca Słońce w ciągu 11,89 lat w średniej odległości 5,21 j.a. Odkryta 11 stycznia 1989 roku.